# Исламское возрождение
Исламское возрождение или тадждид (араб. تجديد‎, — «возрождение, обновление») или исламское пробуждение (араб. الصحوة الإسلامية‎) — термин, которым обозначают различные виды распространения или усиления ислама, начиная со второй половины XX века.
В рамках исламской традиции термин тадждид был важной религиозной концепцией, которая проявлялась на протяжении всей истории ислама в периодических призывах к возобновлению приверженности основополагающим принципам ислама и восстановлению общества в соответствии с Кораном и традициями исламского пророка Мухаммеда (хадисов). Концепция таджида сыграла важную роль в современном исламском возрождении.
В научной литературе, «исламское возрождение» — это зонтичный термин, охватывающий «множество разнообразных движений, как нетерпимых и замкнутых, так и плюралистичных; как благосклонных к науке, так и противонаучных; как преимущевенно религиозных, так и преимущественно политических; как демократических, так и авторитарных; как мирных, так и воинственных».
С 1970-х годов во всём мире начался процесс, названный «исламским возрождением», в значительной степени обусловленных разочаровании светскими национальными государствами и прозападными правящими элитами, которые доминировали в мусульманском мире в течение предыдущих десятилетий и которые всё чаще рассматривались как авторитарные, неэффективные и не имеющие культурной аутентичности. Это также было мотивировано желанием «восстановить господство ислама в мире, который отвернулся от Бога». Исламское возрождение сопровождалось ростом различных реформистско-политических движений, вдохновлённых исламом (также называемых исламистскими), и «реисламизацией» общества сверху и снизу, с проявлениями, начиная от законодательных реформ на основе шариата до большей религиозности и растущего принятия исламской культуры (например, увеличение посещаемости хаджа) среди мусульманской общественности. Среди иммигрантов в немусульманских странах исламское возрождение включает в себя ощущение «растущей универсалистской исламской идентичности» или транснационального ислама, вызванного более легкими коммуникациями, средствами массовой информации и путешествиями. Исламское возрождение также отмечено усилением влияния фундаменталистских проповедников и терактами, совершаемыми некоторыми радикальными исламистскими группировками в глобальном масштабе.
Современные течения возрождения включают исламский либерализм, который стремится примирить исламские верования с современными ценностями; неосуфизм, который культивирует мусульманскую духовность; и неофундаментализм, который подчеркивает послушание исламскому закону и соблюдению обрядов.

## История исламского возрождения
В Исламской традиции, таджид, что в переводе означает возрождение или обновление, был важной религиозной концепцией. В начале Исламской эры мусульмане поняли, что им не удалось создать и поддерживать общество, которое действительно следовало бы принципам их религии. В результате, исламская история периодически требует подтверждения приверженности основополагающим принципам ислама и переустройства общества в соответствии с кораном и традициями пророка Мухаммеда, закреплённой в хадисах. Эти усилия часто черпали вдохновение из хадиса, в котором Мухаммад утверждает: «Аллах будет посылать для (членов) этой общины каждые сто лет того, кто будет возрождать для них их религию!». На протяжении всей истории Ислама мусульмане имели стремились найти таких религиозных лидеров, которые могли бы выполнять роль моджаддидов (возобновляющих). Хотя всегда были разногласия разногласия по поводу того, какие люди могут быть идентифицированы как таковые, мусульмане согласны с тем, что моджаддиды были важной силой в истории исламских обществ.
Современное движение исламского возрождения сравнивалось с прежними усилиями аналогичного характера: колебание между периодами строгого религиозного соблюдения и другими, предававшимися распутству, в исламской истории было достаточно поразительным для арабского историка Ибн Хальдуна, чтобы обдумать его причины 600 лет назад, и предположить, что это может быть «приписано … к особенностям экологии и социальной организации, свойственным Ближнему Востоку, а именно напряжённости между лёгкой жизнью в городах и суровой жизнью в пустыне».
Некоторые из наиболее известных возрожденцев и возрожденческих движений включают в себя династии Альморавидов и Альмохадов в Магрибе и Испании (1042—1269), накшбандийский активист Ахмад Сирхинди (~ 1564—1624) в Индии, индийское движение Ахль аль-хадис XIX века, проповедники Ибн Таймия (1263—1328), Шах Валиулла (1702—1762) и Мухаммад ибн Абд аль-Ваххаб (1703—1792).
В конце XIX века Джамаль-ад-Дин Афгани, «один из самых влиятельных мусульманских реформаторов» своей эпохи, путешествовал по мусульманскому миру, выступая за исламский модернизм и панисламизм. Мухаммад Абдо называл его «самой влиятельной фигурой» модернистского салафизма. В 1928 году Хасан Аль-Банна основал первую массовую исламистскую организацию, которая получила название «Братья-мусульмане». Среди других влиятельных активистов и мыслителей иславского возрождения-Рашид Рида и Али Абдель Разека.
В Южной Азии исламские интеллектуалы-возрожденцы и государственные деятели, такие как Саид Ахмад-хан, Мухаммад Икбал, Мухаммад Али Джинна продвигали теорию двух наций, а Мусульманская лига создала первую в мире современную исламскую республику Пакистан. Абу-ль-Аля Маудуди был позднее лидером этого движения, который основал Джамаат-и-ислами в Южной Азии. Сегодня это одна из самых влиятельных исламских партий на индийском субконтиненте, охватывающая три страны (Пакистан, Индия и Бангладеш), хотя различные национальные партии не имеют между собой организационной связи.
Независимо от того, является ли современное возрождение частью исторического цикла, уникальность тесной связи мусульманской общины со своей религией была отмечена учёным Майклом Куком, который заметил, что «из всех основных культурных областей» мусульманский мир «кажется были наименее проникнуты нерелигиозностью». В последние несколько десятилетий, закончившихся в 2000 году, вместо научных знаний и секуляризма, отодвигающих религию в сторону, исламский фундаментализм «все чаще представлял собой передний край» мусульманской культуры.

## Современное возрожденчество

### Причины
Глобальная волна исламского возрождения возникла с 1970-х годов в значительной степени из-за разочарования населения исламских стран светскими национальными государствами и прозападными правящими элитами, которые доминировали в мусульманском мире в течение предыдущих десятилетий и которые все чаще рассматривались как авторитарные, неэффективные и не имеющие культурной аутентичности. Это также было реакцией против западных влияний, таких как индивидуализм, потребительство, коммерциализация и сексуальная свобода, которые рассматривались как подрыв исламских ценностей и исламской идентичности. Экономические и демографические факторы, такие, как отставание в экономическом развитии, рост неравенства в доходах и снижение социальной мобильности, рост образованности среди молодёжи с ожиданием более высокой мобильности, а также урбанизация в мусульманском мире также сыграли важную роль. В целом, разрыв между более высокими ожиданиями и реальностью среди многих в мусульманском мире был важным фактором. Нефтяные деньги Персидского залива также были огромным фактором в феномене, известном как петро-ислам.
Вышеуказанные причины, по общему мнению, являются главными причинами исламского возрождения. Были и конкретные политические события, которые ознаменовали возрождение. Основные исторические поворотные моменты в исламском возрождении включают в хронологическом порядке:
- Поражение арабов в шестидневной войне 1967 года помогло убедить многих мусульман в том, что панарабизм не выполнил своих обещаний. Согласно общей оценке, предложенной в то время, «евреи заслужили победу, будучи вернее своей религии, чем арабы». После периода самоанализа и подъёма религиозного дискурса война судного дня 1973 года велась во имя ислама, а не панарабизма, и больший успех арабских армий был замечен, подтверждая таким образом укоренившееся мнение.
- Энергетический кризис 1970-х годов, приведший к формированию организации стран-экспортеров нефти (ОПЕК) и четырёхкратному росту мировых цен на нефть. Во-первых, это привело к ожиданиям, что нефтяные богатства приведут к долгожданному возрождению исламской цивилизации, а когда это не удалось осуществить, растущее разочарование светскими режимами сделало общественность более восприимчивой к религиозному фундаментализму. Ученый Жиль Кепель согласен с тем, что утроение цен на нефть в середине 1970-х годов и постепенный захват Saudi Aramco в период 1974—1980 годов обеспечили источник большого влияния ваххабизма в исламском мире, в вышеупомянутом феномене петро-ислама.
- Открытие первого исламского банка в Дубае.
- Подъём движения «моджахедов» в Афганистане в конце 1970-х годов. Мауджахеды были основным бенефициарием петро-ислама и в конечном счете привели к росту Аль-Каиды.
- Зиа-уль-Хак вводит исламскую правовую систему в Пакистане
- Возвращение Хомейни в Иран в 1979 году и его создание фундаменталистского исламского государства. Иранская революция ободрила фундаменталистов по всему миру.
- Захват большой мечети 1979 года.
- Создание многих исламских банков в Турции в середине 1980-х годов и признание государством этих банков.

### Формы проявления
Это возрождение проявляется в большей религиозности и всё более широком распространении исламской культуры среди простых мусульман. В 1970-х и 1980-х годах на улицах становилось всё больше женщин с покрытым лицом. Одним из ярких примеров этого является увеличение посещаемости хаджа, ежегодного паломничества в Мекку, которое выросло с 90 000 в 1926 году до 2 миллионов в 1979 году.
Среди возрожденческих течений преобладает неофундаментализм, подчёркивающий подчинение исламскому закону и соблюдение ритуалов. Были также исламские либеральные возрожденцы, пытающиеся примирить исламские верования с современными ценностями, и неосуфизм, который культивирует мусульманскую духовность; многие движения возрождения имеют ориентацию на общинное строительство, сосредоточив внимание на коллективном совершении молитв, образовании, благотворительности или простой общительности. Многие местные движения связаны с национальными или транснациональными организациями, которые спонсируют благотворительную, образовательную и миссионерскую деятельность.
Ряд возрожденческих движений призвали к осуществлению шариата. Практические последствия этого призыва часто неясны, поскольку исторически исламское право менялось в зависимости от времени и места, но в качестве идеологического лозунга оно служит «для мобилизации поддержки создания утопического, божественно управляемого исламского государства и общества».

По словам ученого Оливье Руа, «Призыв к фундаментализму, сосредоточенный на шариате: этот призыв стар, как сам Ислам, и всё же нов, потому что он никогда не выполнялся, это тенденция, которая навсегда устанавливает реформатора, цензуру и трибунал против разложения времён и суверенов, против иностранного влияния, политического оппортунизма, моральной распущенности и забвения священных текстов».
Современное исламское возрождение включает в себя ощущение «растущей универсалистской исламской идентичности», которую часто разделяют иммигранты-мусульмане и их дети, живущие в Немусульманских странах. По словам Иры Лапидус: «Возросшая интеграция мировых обществ в результате расширения коммуникаций, средств массовой информации, путешествий и миграции делает значимой концепцию единого Ислама, практикуемую повсюду аналогичным образом, и Ислама, который выходит за рамки национальных и этнических обычаев».
Но не обязательно транснациональные политические или социальные организации: «Глобальная мусульманская идентичность не обязательно или даже обычно подразумевает организованные групповые действия. Даже несмотря на то, что мусульмане признают глобальную принадлежность, реальное сердце мусульманской религиозной жизни остается вне политики — в местных объединениях для поклонения, обсуждения, взаимопомощи, образования, благотворительности и других общественных мероприятий».

### Образование и фикх
Исламские возрожденческие лидеры были «в первую очередь активистами, а учёными-богословами только во-вторых», подчеркивая практические вопросы исламского права и нетерпимость с теорией. По словам Даниэля Брауна, две «широкие черты» определяют возрожденческий подход к исламским властям: недоверие к исламской науке наряду с яростным неприятием таклида (следование авторитетному специалисту в вопросах фикха со стороны человека, не компетентного в этой области); и в то же время твёрдая приверженность Корану и сунне.

### Политический и социальный аспект
В политическом плане исламское возрождение охватывает весь спектр исламистских режимов в Иране, Судане и Афганистане. Другие режимы, такие как страны Персидского залива, а также светские страны Ирак, Египет, Ливия и Пакистан, хотя и не являются продуктом возрождения, сделали некоторые уступки его растущей популярности.
В ответ на исламистскую оппозицию в 1980-х годах даже откровенно светские мусульманские государства "пытались продвигать бренд консервативного ислама и организовывать «официальный ислам». Официальные радиостанции и журналы открылись для фундаменталистской проповеди.
В 1971 году в Конституции Египта (в статье 2) было указано, что шариат является «основным источником законодательства». В 1991 году Египетский суд безопасности приговорил писателя Алау Хамида к восьми годам тюрьмы за богохульство. К середине 1990-х годов официальный исламский журнал в Египте Аль-Лива-аль-Ислами имел более высокий тираж, чем Аль-Ахрам, крупнейшая светская газета страны. Число учебных заведений, зависящих «от университета Аль-Азхар в Египте, увеличилось с 1985 в 1986—1987 учебном году до 4314 в 1995—1996 учебном году».
В Пакистане законопроект о превращении шариата в исключительный источник права государства был внесён после переворота генерала Зии в 1977 году и, наконец, принят в 1993 году при правительстве Наваза Шарифа. Количество зарегистрированных медресе выросло с 137 в 1947 году до 3906 в 1995 году.
В Судане шариатский уголовный кодекс был провозглашён в 1983 году. Южный Йемен (бывшая Народно-Демократическая Республика Йемен) в 1992 году принял новый семейный кодекс, узаконив полигамию.
В Алжире левое светское правительство Национального фронта освобождения объявило пятницу официальным святым днём в 1976 году. Закон о семье 1984 года «вновь ввёл некоторые элементы шариата», такие как кораническая диссимметрия между мужчинами и женщинами. Официальная политика арабизации привела к фактической исламизации образования.
В светской Турции религиозное обучение в школах стало обязательным в 1983 году. Религиозным выпускникам средних школ имама Хатипа было предоставлено право доступа в университеты и позволено претендовать на должности государственной службы, таким образом вводя в неё религиозно воспитанных деятелей.
Даже Марксистское правительство Афганистана до свержения ввело религиозные программы на телевидении в 1986 году и объявило ислам государственной религией в 1987 году.
В Марокко в конце 1990-х годов в религиозных науках было написано больше докторских диссертаций, чем по социальным наукам и литературе. В Саудовской Аравии абсолютное большинство докторских степеней приходится на религиозные науки.
В Сирии, несмотря на господство арабской националистической арабской Социалистической партии Баас, как писал Робин Райт: «Впервые режим отпраздновал рождение Пророка с большей помпой, чем годовщину правящей партии. Рекламные щиты, когда-то предвещавшие „прогрессивность и социализм“, также заменялись новыми увещаниями: „молитесь за пророка и не забывайте упоминать Бога“. Президент Башар Асад недавно одобрил первый Исламский университет Сирии, а также три исламских банка. Мохаммед Хабаш, глава центра исламских исследований, был приглашен выступить по вопросам ислама в военной академии Сирии, где 25 лет назад было запрещено молиться. <…> В 1980-х годах значительное меньшинство женщин в Дамаске носили хиджаб или скромную исламскую одежду. В 2006 году его надевало явное большинство в самом современном городе Сирии».
Во многих, если не во всех мусульманских странах наблюдается рост сети религиозных школ. «Выпускники, имеющие ученую степень в области религиозных наук, в настоящее время выходят на рынок труда и, конечно, стремятся пропагандировать Исламизацию образования и права, чтобы улучшить свои перспективы трудоустройства».

### Духовный аспект
Одно из наблюдений исламизации состоит в том, что возросшее благочестие и принятие шариата «никоим образом не изменило правил политической или экономической игры» и не привело к большей добродетели. «Этническая и племенная сегментация, политическое маневрирование, личное соперничество» не уменьшились, равно как и коррупция в политике и экономике, основанная на спекуляциях.